# Polletje Pluim
Polletje Pluim is een Nederlandse stripreeks oorspronkelijk getekend en geschreven door Dick Matena met het gelijknamige personage in de hoofdrol. Later namen Jan van Haasteren, Wim Lensen en Frits Godthelp het tekenen over. Andries Brandt en Patty Klein namen de scenario's over.

## Verhalen
Er zijn in totaal achttien verhalen verschenen die tussen 1967 en 1972 zijn gepubliceerd in het weekblad Prinses.  Het eerste verhaal is in 2012 herdrukt in afl. 46 en 47 van het tijdschrift Stripnieuws. De overige verhalen zijn nooit opnieuw gepubliceerd.
1. De zweefdrank (16 afl.) - 17 januari - 22 april 1967.
2. De vogelvis (16 afl.) - 29 april - 12 augustus 1967.
3. Hypnose (15 afl.) - 19 augustus t/m 15 november 1967.
4. De tijdmachine (15 afl.) - 2 december 1967 - 9 maart 1968
5. De moeras-schat (15 afl.) - 16 maart - 22 juni 1968.
6. Het Supersap (16 afl.) - 29 juni - 12 oktober 1968.
7. De dwangfluit (17 afl.) - 19 oktober 1968 - 9 februari 1969.
8. Bange Rik (13 afl.) - 16 februari - 10 mei 1969.
9. De moerasraaf (15 afl.) - 17 mei - 23 augustus 1969.
10. Het neuskruid (15 afl.) - 30 augustus - 13 december 1969.
11. De schat van oma (9 afl.) - 20 december 1969 - 14 februari 1970.
12. Het edelzwijn (11 afl.) - 21 februari - 2 mei 1970.
13. De ijsprijs (12 afl.) - 9 mei - 25 juli 1970.
14. Garbonkel (18 afl.) - 1 augustus - 28 november 1970.
15. De hanenplaag (11 afl.) - 12 december 1970 - 20 februari 1971.
16. Lol mops (16 afl.) - 27 februari 1971 - 12 juni 1971.
17. Ukkie (17 afl.) - 19 juni - 9 oktober 1971.
18. Kammelotje (13 afl.) - 16 oktober 1971 - 15 februari 1972.